# Francesc Ferrer i Gironés
Francesc Ferrer i Gironès (Gerona, 26 de julio de 1935 - Gerona, 17 de febrero de 2006) fue un historiador, político y escritor español de ideología nacionalista catalana.

## Biografía
Nació en el seno de una familia obrera, su padre fue albañil. Después de terminar los estudios en la escuela de comercio, comenzó a trabajar como escribiente en la empresa Ensesa. Compaginó el trabajo con los estudios, primero en peritaje mercantil y después como profesor. Fue profesor en la Escuela de Comercio Sabadell. En 1963 fue uno de los promotores de la Llibreria Les Voltes en Gerona, la primera que, en las difíciles circunstancias del tardofranquismo, se dedicó abiertamente a la cultura catalana. En 1972 se convirtió en el presidente de la nueva delegación de Òmnium Cultural de Gerona, entidad que realizaba sus actividades en la clandestinidad hasta la muerte del dictador, Francisco Franco.
Ferrer fue uno de los fundadores del partido político Convergència Democràtica de Catalunya (CDC). También fue senador por el Partido de los Socialistas de Cataluña PSC) durante cinco legislaturas, (1977-1993) y diputado al Parlamento de Cataluña por Esquerra Republicana (ERC) de 1995 a 2003. Se presentó como candidato a la alcaldía de Gerona por esta formación, pero no fue elegido.
Fue un activista en defensa de la lengua catalana, y publicó varios libros sobre la persecución del catalán. Colaboró con entidades y medios de comunicación como el semanario Presència, Amics de la Bressola o la cooperativa Papyrus, que fundó el diario El Punt. Fue miembro del Consejo Consultivo de la Plataforma per la Llengua. Sus ensayos se han convertido en referencia y tuvieron «la meticulosidad, rigor, constancia y firmeza para ir recogiendo todas las leyes que desde 1714 se han encargado de ir laminando o directamente eliminando los derechos relativos a la lengua [catalana]». Más allá del idioma, realizó estudios sobre temas económicos y sociales de las comarcas gerundenses. Una de las últimas obras fue una biografía histórica sobre Isabel Vilà i Pujol (1843-1896), una de las primeras mujeres sindicalistas en el siglo XIX, que inspiró a los autores de un musical, IsaVel, estrenado en 2013.
El 24 de junio de 2005, ERC le homenajeó en una sesión solemne y el 14 de noviembre del mismo año, el pleno del Parlamento de Cataluña le brindó también un homenaje. Murió el 17 de febrero de 2006 a consecuencia de un linfoma cutáneo.

## Legado
En 2006 se creó el premio literario Premio de ensayo Francesc Ferrer i Gironès en su honor. Su fondo personal se conserva en el Archivo Nacional de Cataluña. Allí se recogen sus numerosos escritos, preferentemente colaboraciones y artículos de prensa, durante el periodo 1959-2005. Comprende un volumen apreciable de correspondencia agrupada en dossiers anuales. En cuanto a la actividad asociativa, incorpora una pequeña muestra de documentación relativa a su etapa en la presidencia de la Cámara de Comercio e Industria de Gerona. Pero, sin duda, la parte más importante del fondo corresponde a la actividad política. Incluye la documentación sobre el periodo de elaboración del Estatuto de Autonomía de Cataluña de 1979, sus intervenciones e iniciativas en el Senado español (1977-1993) y las preguntas, proposiciones y acciones llevadas a cabo en el Parlamento de Cataluña (1995 -2003). Merece una mención específica el rico acopio de documentación relativa a sus intervenciones parlamentarias en las cámaras en defensa del uso del catalán, que constituyen una fuente de información importante para conocer su visión de la situación del catalán y el proceso de normalización durante las primeras décadas de la Transición democrática. El fondo recoge dossiers anuales de conferencias, discursos e intervenciones públicas, materiales jurídicos de apoyo a su acción política y recortes de prensa que incluyen también artículos y entrevistas al productor del fondo. Destaca, finalmente, una «Col·lecció de manifestos, octavetes, documents i altres papers de caràcter polític i social» (1946-1984).

## Obras
Ensayos
- La persecució política de la llengua catalana (1985)
- Via Fora! (1982)
- Catalunya light... els espanyols no són catalans (1986)[9]
- Lletres de batalla (1989)
- La insubmissió lingüística (1990)
- Catalanofòbia, Història del pensament anticatalà (2000)
- El Gran Llibre per la Independencia (2004).
- Isabel Vilà. La primera sindicalista catalana (2005)
- Joan Tutau i Vergés (2006) (sobre Joan Tutau, ministro de Hacienda durante la Primera República Española)

Estudios
- Estructura comercial a les comarques gironines (1972)
- Una acció per l’habitatge (1991)
- Els moviments socials a les comarques gironines (1998)

## Premios y distinciones
- Cruz de Sant Jordi (2005)
- Medalla de Oro del Consejo Superior de Cámaras de Comercio (1977)
- Premio de Normalización Lingüística del Ateneu d'Acció Cultural ADAC (1986)
- Orden del Mérito Constitucional (1988)
- Mención personal en el Premio Aramon i Serra a la Lealtad lingüística (1993).